# بیگ بتل (ویرجینیای غربی)
بیگ بتل (به انگلیسی: Big Battle) یک منطقهٔ مسکونی در ایالات متحده آمریکا است که در شهرستان دودریج واقع شده‌است. بیگ بتل ۲۶۷٫۹۲ متر بالاتر از سطح دریا واقع شده‌است.